# Liste der Linienschiffe der spanischen Marine
In der Liste der Linienschiffe der spanischen Marine sind alle zwischen 1700 und 1860 gebauten und in Dienst gestellten Linienschiffe Spaniens bzw. der spanischen Marine aufgeführt.

## Dreidecker

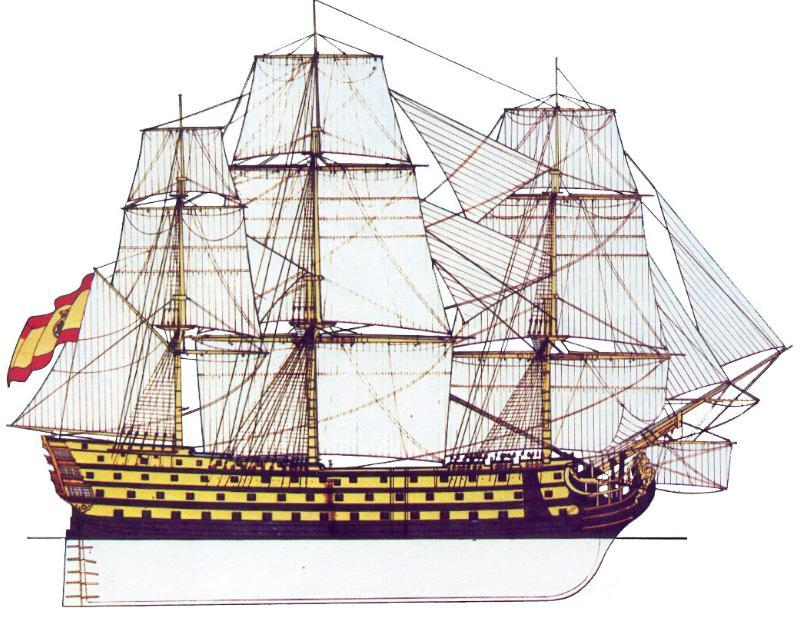
Darstellung der San José

- Nuestra Señora de la Concepción y de las Ánimas 90 (1697)
- Real Felipe 114 (1732)
- Nuestra Señora de la Santísima Trinidad 116/136 (1769)
- Purísima-Concepción-Klasse
  - (Purísima) Concepción 94/112 (1779)
  - (Patriarca) San José 94/112 (1783)
- Santa-Ana-Klasse
  - Santa Ana 112 (1784)
  - Mexicano 112 (1786)
  - Conde de Regla 112 (1786)
  - Salvador del Mundo 112 (1787)
  - Real Carlos 112 (1787)
  - San Hermenegildo 112 (1789)
  - Reina María Luisa 112 (1791)
  - Príncipe de Asturias 112 (1794)
- San Carlos 122 (Umbau aus 80-Kanonen-Schiff, 1804)
- Rayo 100 (Umbau aus 80-Kanonen-Schiff, 1804)

## Zweidecker

### Schiffe mit „80“ Kanonen
- Santísima Trinidad 80 (1692)
- San Felipe el Real 80 (1716)

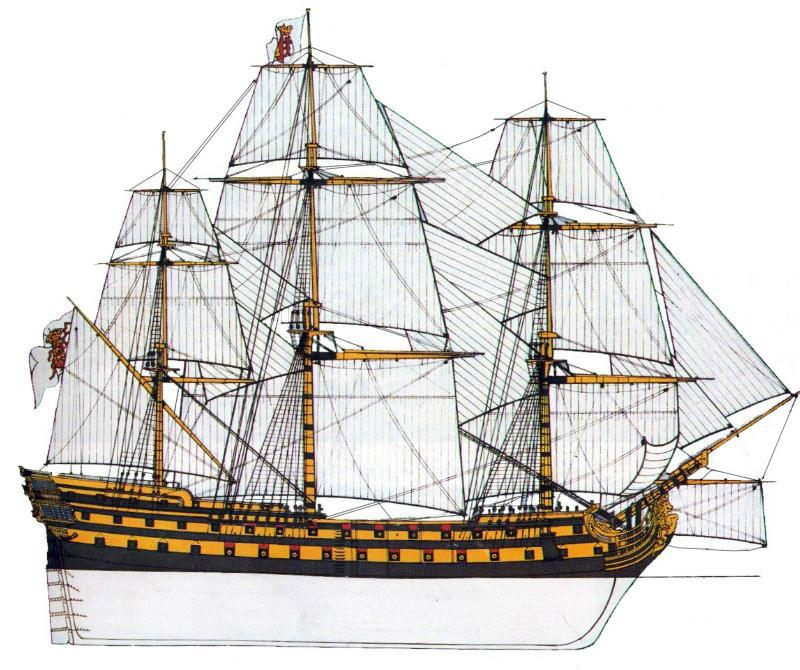
Darstellung der Real Fénix

- Gran Princesa de los Cielos y San Nicolás de Telentino (Nuestra Señora de Loreto) 80 (1719)
- San Felipe 80 (1726)
- Santa Isabel 80 (1728)
- Rayo-Klasse
  - Rayo (San Pedro Apóstol) 80 (1749) – später zum Dreidecker umgebaut
  - Real Fénix (San Alejandro) 80 (1749)
- San-Carlos-Klasse
  - San Carlos 80 (1765) – später zum Dreidecker umgebaut
  - San Fernando 80 (1765)
  - San Luis 80 (1767)
- San-Vicente-Ferrer-Klasse
  - San Vincente Ferrer 80 (1768)
  - San Nicolás de Bari 80 (1769)
  - San Rafael – 1769 im Baudock durch Brand zerstört
- Neptuno-Klasse
  - Neptuno 84 (1795)
  - Argonaute 84 (1798)
- Reina-Isabel-II-Klasse
  - Raina Isabel II 84 (1852)
  - Rey Francisco de Asís 84 (1853)

### Schiffe mit „70“ Kanonen
- San Franco 68 (1699)

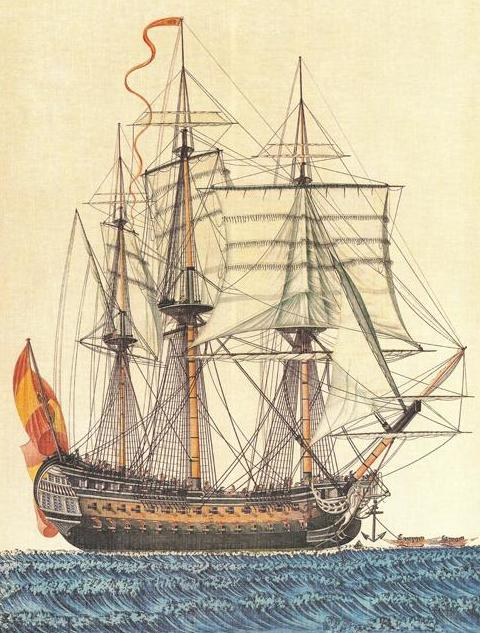
Darstellung der San Telmo

- Príncipe de Asturias 72  (1695, Übernahme 1716)
- Santa-Ana-Klasse
  - Santa Ana 70 (1729)
  - Reina 70 (1729)
  - Príncipe 70 (1729)
  - Princesa 70 (1730)
- Galicia-Klasse
  - Galicia 70 (1729)
  - León 70 (1729)
- Invencible-Klasse
  - Invencible (San Ignacio de Loyola) 70 (1739)
  - Glorioso (Nuestra Señora de Belén) 70 (1739)
- Reina-Klasse
  - Reina 70 (1743)
  - Invencible (San José) 70 (1743)
- San Felipe 70 (1743)
- África-Klasse
  - África (San Francisco de Asís) 70 (1746)
  - Vencedor (Santo Tomás) 70 (1746)
  - Tigre (San Lorenzo) 70 (1747)
- Princesa-Klasse
  - Princesa (Sánta Barbara) 70 (1750)
  - Infante (San Luis Gonzaga) 70 (1750)
  - Galicia (Santiago el Mayor) 70 (1750)
- África 68 (1752)
- Firme-Klasse
  - Firme (San Zenón) 68 (1754)
  - Aquiles (San Ramón) 68 (1754)
- Eolo-Klasse
  - Eolo (San Juan de Dios) 68/70/74 (1753)
  - Oriente (San Diego de Alcalá) 68/70/74 (1754)
  - Magnánimo (San Pastor) 68/70/74 (1754)
- modifizierte Eolo-Klasse
  - Aquilón (San Dámaso) 68/70 (1754)
  - Neptuno (San Justo) 68/70 (1754)
  - Gallardo (San Juan de Sahagun) 68/70/74 (1754)
  - Brillante (San Dionisio) 68/70/74 (1754)
  - Vencedor (San Julián) 68/70/74 (1755)
  - Glorioso (San Francisco Javier) 68/70/74 (1755)
  - Guerrero (San Raimundo) 68/70/74 (1755)
  - Soberano (San Gregorio) 68/70/74 (1755)
  - Héctor (San Bernardo) 68/70/74 (1755)
- Serio-Klasse
  - Serio (San Víctor) 68/70/74 (1753)
  - Poderoso (San Pantaleón) 68/70/74 (1754)
  - Soberbio (San Bonifacio) 68/70 (1754)
  - Arrogante (San Antonio de Padua) 68/70/74 (1754)
  - Hércules 68/70/74 (1754/55)
  - Contento 68/70/74 (1755)
- Terrible-Klasse
  - Terrible (San Pablo Apóstol) 68/70/74 (1754)
  - Atlante (San José) 68/70/74 (1754)
- Triunfante-Klasse
  - Triunfante (Santiago el Menor) 68/70/74 (1756)
  - Dichoso 68/70/74 (1756)
  - Monarca 68/70/74 (1756)
  - Diligente 68/70/74 (1756)
- Príncipe-Klasse
  - Príncipe (San Mateo) 70 (1759)
  - Victorioso (Nuestra Señora de la Concepción) 70 (1760)
- Velasco-Klasse
  - Velasco (San Luis Obispo) 70/74 (1764)
  - San Genaro 70/74 (1765)
  - Santa Isabel 70/74 (1767)
- San-Juan-Nepomuceno-Klasse
  - San Juan Nepomuceno 70/74 (1766)
  - San Pascual Bailón 70/74 (1766)
  - San Francisco de Asís 70/74 (1767)
  - San Lorenzo 70/74 (1768)
  - San Agustín 70/74 (1768)
  - Santo Domingo 70 (1769)
- San-Isidro-Klasse
  - San Isidro 70/74 (1768)
  - San Julián 70 (1768)
- San-Francisco-de-Paula-Klasse
  - San Francisco de Paula 70 (1769)
  - San José 70 (1769)
- San-Pedro-Apóstol-Klasse
  - San Pedro Apóstol 70 (1770)
  - San Pablo 70 (1771)
  - San Gabriel 70 (1772)
- San Rafael 70 (1771)
- San-Joaquín-Klasse
  - San Joaquín 70/74 (1771)
  - San Juan Bautista 70/74 (1772)
  - Ángel de la Guarda 70/74 (1773)
  - San Justo 70/74 (1779)
- San Dámaso 70 (1776)
- San Miguel 70/74 (1774)
- San Eugenio 74/80 (1775)
- San-Fermín-Klasse
  - San Fermín 76 (1782)
  - San Sebastián 76 (1783)
- Bahama (San Cristóbal) 74/80 (1783)
- San-Ildefonso-Klasse
  - San Ildefonso 74 (1785)
  - San Antonio 74 (1785)
  - San Telmo 74 (1788)
  - San Francisco de Paula 74 (1788)
  - Europa (San Lesmes) 74 (1789)
  - Conquistador (San Lucas) 74 (1791)
  - Soberano (San Juan Evangelista) 74 (1790)
  - Intrépido (San Mateo) 74 (1790)
  - Infante Don Pelayo (San Pelayo) 74 (1791)
  - Monarca (San Cayetano) 74 (1794)
- Montañés 74/80 (1794)
- Ferme 74 (1785, Übernahme 1793)
- Censeur 74 (1782, Übernahme 1799)
- Selefail-Klasse
  - España 74 (1811, Übernahme 1818)
  - Alejandro I 74 (1813, Übernahme 1818)
  - Numancia 74 (1813, Übernahme 1818)
- Trehk-Sviatitelei-Klasse
  - Velasco 74 (1810, Übernahme 1818)
  - Fernando VII 74 (1812, Übernahme 1818)

### Schiffe mit „60“ Kanonen
- Nuestra Señora del Carmen 60

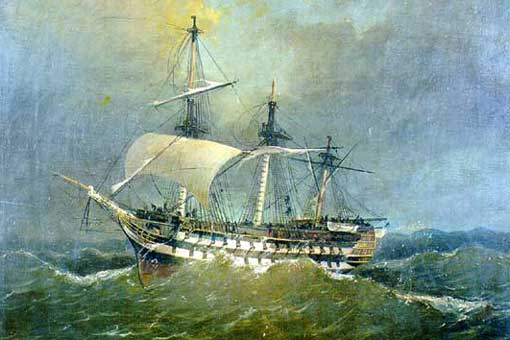
Die Asia in schwerer See

- Santa Maria de Tezanos y Las Animas 62 (1699)
- Nuestra Señora de Begoña 64 (1699)
- San-José-Klasse
  - San José 64 (1698)
  - San Joaquín 64 (1699)
- Porta-Coeli-Klasse
  - Porta Coeli 60 (1703)
  - Santa Teresa 60 (1703)
- Nuestra Señora del Carmen y San Antonio 60/66 (1694, Übernahme 1713)
- Real Mari (Nuestra Señora de Loreto) 64 (Übernahme 1713)
- Nuestra Señora de las Viñas y Santa Rosa 60 (Übernahme 1715)
- Santa-Isabel-Klasse
  - San Pedro 60 (1716)
  - Santa Isabel 60 (1716)
  - San Juan Bautista 60 (1717)
  - San Luis 60 (1717)
  - San Fernando 60 (1717)
  - San Carlos 60 (1717)
- Cambí-Klasse
  - Cambí (Santa Bartolomé) 64/66 (1718)
  - Catalán (Nuestra Señora de Monserat) 64/66 (1719)
- Conquistador 64 (1709, Übernahme 1720)
- Estrella del Mar / Nuestra Señora de la Asunción 62/66 (Übernahme 1720)
- Infante 60 (Übernahme 1720)
- San-Luis-Klasse
  - San Luis 60 (1724)
  - San Fernando 60 (1723)
  - San Carlos 60 (1724)
  - San Antonio 60 (1725)
- Fuerte-Klasse
  - Fuerte 60 (1727)
  - África (San José) 60 (1733)
  - Europa (Nuestra Señora del Pilar) 60 (1734)
- Constante 60 (1728)
- Gallo Indiano 58–64 (Übernahme 1729)
- Hércules-Klasse
  - Hércules 60 (1729)
  - Real Familia 60 (1729)
- modifizierte  San-Luis-Klasse
  - Santiago 62 (1729)
  - San Isidor 62 (1730)
- Andalucía-Gruppe
  - Andalucía 60 (1730)
  - Santa Teresa 60 (1730)
  - Castilla 60 (1730)
  - Rubi 60 (1731)
  - Guipúzcoa 66 (1729)
- Conquistador 60 (1730)
- Constante-Klasse
  - Constante 64 (1730)
  - Asia (Nuestra Señora de Loreto) 64 (1734)
  - América (Nuestra Señora de Belén) 64 (1736)
- Nueva España 60 (1734)
- modifizierte Fuerte-Klasse
  - Castilla (Santo Cristo de Burgos) 60 (1737)
  - Dragón (Santa Rosa de Lima) 60 (1737)
- Soberbio (San Fransico) 60 (Übernahme 1740)
- Oriente (San José) 60/66 (Übernahme 1740)
- Brilliante (Nuestra Señora del Rosario) 64 (Übernahme 1740)
- Neptuno (Nuestra Señora del Carmen) 60/64 (Übernahme 1740)
- Conquistador-Klasse
  - Conquistador (Jesús, María y José) 60 (1745)
  - Dragón (Santa Teresa de Jesús) 60 (1745)
- Septentrión (San Hermenegildo) 64 (1751)
- Fernando (Santa Bárbara) 64 (1751)
- Asia 64 (1752)
- Tridente 58 (1754)
- España (Santiago Apóstol) 58 (1757)
- Peruano (San José) 58 (1756)
- Campeón 58 (1758)
- Conquistador 58 (1758)
- Astuto (San Eustaquio) 58 (1759)
- San-Genaro-Klasse
  - San Genaro 64 (1761) – vor Indienststellung durch die Briten erbeutet
  - San Antonio 64 (1761) – vor Indienststellung durch die Briten erbeutet
- Buen Consejo (Nuestra Señora del Buen Consejo) 62 (Übernahme 1761)
- América 62 (1766)
- San Pedro de Alcántara 64 (1771)
- San Ramón 66 (1775)
- San Leandro (Übernahme 1776)
- San Isidor (Übernahme 1776)
- San Julián 58 (1781)
- Castilla (San Félix de Cantalicio) 58/62 (1780)
- Santo-Domingo-Klasse
  - Santo Domingo 60 (1781)
  - San Felipe Apóstol 60 (1781)
- San-Fulgenico-Klasse
  - San Fulgenico 68 (1787)
  - San Leandro 68 (1787)
  - San Pedro de Alcántara 68 (1788)
- Asia 68 (1789)

### Konvoischiffe
Bemerkungen: Bei den unter Konvoischiffen aufgeführten Einheiten handelt es sich um kleinere Zweidecker, welcher als navíos (Linienschiffe) oder fragatas (Fregatten) geführt wurden.
- Nuestra-Señora-de-la-Concepción-Klasse
  - Santísimo Sacramento 50 (1692)
  - Nuestra Señora de la Concepción 50 (1692)
- Santísima Trinidad y Nuestra Señora de Atocha 52 (1696)
- Nuestra Señora del Rosario y Santiago 42 (1696)
- Santo Christo de San Roman 50 (Übernahme 1698)
- Nuestra Señora de la Almudena y San Cayetano 50 (1699)
- San Juan Bautista 50 (Übernahme 1700)
- Nuestra Señora de Guadalupe y San Antonio 50 (1703)
- Nuestra Señora de Garcia
- San Juan Evangelista (Übernahme 1712)
- Nuestra Señora del Carmen Y San Antonio / Lanfranco 60 (1693/94, Übernahme 1713)
- San Fernando 44
- Campanela (Nuestra Señora de Begoña) 54 (1703, Übernahme 1713)
- Puerco Espin 44/50 (Übernahme 1714)
- Hermione (San Francisco Javier) 52 (Übernahme 1716)
- Virgen de Gracia (Nuestra Señora de Gracia) 50 (Übernahme 1716)
- Hércules (Santa/Sacra Familia) 50 (Übernahme 1716)
- Conde de Tolosa (San José) 50 (1703, Übernahme 1718)
- Peregrina 48 (Übernahme 1719)
- Rubí 50 (1701, Übernahme 1719)
- Potencia (Potencia del Santo Christo de San Román) 58 (Übernahme 1722)
- San Juan Bautista 50 (1724)
- Incendio (San Lorenzo) 54 (1726)
- Retirio (San Jerónimo) 54 (1726)
- Paloma Indiana (San Francisco Javier) 52 (1725, Übernahme 1726)
- Burlandin 44 (Übernahme 1726)
- San Francisco Javier 52 (1726)
- Nuestra Señora del Rosario 40 (1724)
- San Esteban Apedrado 40 (1726)
- Santa Rosa 56 (1727)
- Genovesa (Nuestra Señora del Carmen y San José) 54 (1728, Übernahme 1728)
- Victoria 50 (1730)
- San Fermín 40/48 (1730)
- Fama Volante 52 (Übernahme 1730)
- Galga (Nuestra Señora del Carmen) 50 (1731)
- Esperanza (Santísima Trinidad) 50 (1735)
- Bizarra (Nuestra Señora de Guadalupe) 50 (1739)
- Poder (Nuestra Señora del Poder) 56 (Übernahme 1740)
- Halcón (Nuestra Señora del Rosario y Santo Domingo) 52 (Übernahme 1740)
- Ave de Gracia 54 (Übernahme 1742)
- Miño (San Rosendo) 52 (1779)
- Santa Tecla 44/46 (1784)

## Erbeutete Schiffe
- Perla de España (Nuestra Señora de Belén) 40 – ehemals niederländisches Schiff, erbeutet Februar 1716
- San Juan Bautista 60 – ehemals piemontesische Victoria, erbeutet 3. Juli 1717
- Santa Rosalia 66 – ehemals piemontesische Beato Anadeo, erbeutet 29. September 1718
- Triunfo 60 – ehemals piemontesische Vittorio, erbeutet 29. September 1718
- Pingue Pintado 40 – ehemals britisches Handelsschiff, erbeutet 1718
- Galera Victoria (vereinfacht auch Victoria oder Galera de España) – erbeutet November 1718
- San Francisco de Asís 52 – ehemals niederländisches Kaperschiff, erbeutet 26. Mai 1726
- Erbeutet am 14. Juni 1808 in Cádiz
  - Neptuno 80 – ehemals französische Neptune
  - Argonauta 74 – ehemals französische Argonaute
  - Héroe 74 – ehemals französische Héros
  - Algeciras 74 – ehemals französische Algésiras
  - Montañés (ex-Plutón) 74 – ehemals französische Pluton

## Flaggen der spanischen Marine

Spanische Seekriegsflagge von 1701–1760
Spanische Seekriegsflagge von 1760–1785
Spanische Seekriegsflagge von 1785–1873